# Ватерландський діалект
Ватерландський діалект (нід. Waterlands) — це субдіалект голландського діалекту нідерландської мови, яким з давніх часів розмовляють в регіоні Ватерланд, території на узбережжі Ейсселмера в Північній Голландії між Схарвауде і Дургердамом. Південну межу діалектного ареалу позначає Ей. Подібно до західнофризьких діалектів, якими розмовляють північніше, це голландська мовна форма на фризькому субстраті. Окрім західнофризьких діалектів, ватерландський також тісно пов’язаний із занським діалектом, яким розмовляють у глибині країни.